# The Happening
The Happening (Brasil: Fim dos Tempos / Portugal: O Acontecimento) é um filme americo-indiano do gênero suspense apocalíptico de 2008 escrito, co-produzido e dirigido por M. Night Shyamalan e estrelado por Mark Wahlberg, Zooey Deschanel, John Leguizamo, Betty Buckley e Ashlyn Sanchez. O filme segue um grupo de pessoas que tenta escapar de um desastre natural inexplicável.
É o primeiro e até agora o único filme de Shyamalan a receber uma censura "R" da MPAA. The Happening estreou na cidade de Nova York em 10 de junho de 2008 e foi lançado mundialmente três dias depois. Foi recebido com críticas geralmente negativas dos críticos, embora tenha se tornado um sucesso comercial ao faturar mais de US$ 163,4 milhões mundialmente contra um orçamento de US$ 48 milhões.

## Enredo
Em meio ao Central Park, na cidade de Nova Iorque, as pessoas começam a morrer por meio de suicídio em massa. Inicialmente considerado um ataque bio-terrorista com suspeita de uso de uma neurotoxina no ar, os suicidas se espalham rapidamente pelo nordeste dos Estados Unidos. O professor de ciências do ensino médio Elliot Moore e sua esposa Alma estão convencidos pelo colega de Elliot e professor de matemática, Julian, a acompanhá-lo juntamente com sua filha Jess em um trem rumo à Filadélfia. Durante a viagem, o grupo descobre que Boston e Filadélfia também foram afetadas pelos estranhos comportamentos suicidas da população. O trem perde todos os contatos de rádio e para em uma cidade pequena. Quando Julian descobre que sua esposa deixou Boston para ir a Princeton, ele decide procurá-la e confia-lhe sua filha Jess aos Moores. No entanto, ao chegar em Princeton, Julian descobre que a cidade também foi afetada pelos suicídios em massa e, assim como fizeram os mortos, também tira a própria vida.
Elliot, Alma e Jess pegam carona com um cuidador de plantas e sua esposa. O cuidador teoriza que a vida vegetal desenvolveu um mecanismo de defesa contra seres humanos que consiste em uma toxina transportada pelo ar que estimula neurotransmissores dos humanos e faz com que as vítimas se matem. Sua hipótese é confirmada quando o grupo se junta a outros sobreviventes, que sugerem evitar estradas e áreas povoadas. Quando a maior parte do grupo é afetada pela toxina, Elliot percebe que as plantas estão visando apenas grandes grupos de pessoas. Ele divide o grupo em bandos menores e passam a caminhar junto com Alma, Jess e mais dois jovens amigos chamados Josh e Jared, mas esses dois últimos são posteriormente mortos quando Elliot tenta, sem sucesso, conversar com moradores locais amedrontados e armados para lhes fornecerem água e comida.
Novamente sozinhos, Elliot, Alma e Jess vagam pelo campo e encontram a casa da sra. Jones, um anciã excêntrica e paranoica. Jones inicialmente concorda em abrigar o trio durante a noite, mas está "convencida de suas más intenções" e decide expulsá-los na manhã seguinte. Furiosa, ela sai de casa sozinha e é afetada pela toxina. Elliot, abalado, percebe que as plantas agora estão atacando pessoas sozinhas e escolhe morrer com Alma e Jess, caminhando no meio das plantas com elas; os três se abraçam no quintal e ficam surpresos ao não serem afetados pela toxina uma vez que o surto desapareceu tão rapidamente quanto começou.
Três meses depois, Elliot e Alma se adaptaram à nova vida com Jess agora sendo sua filha adotiva. Na televisão, um especialista, comparando o evento com as marés vermelhas, alerta que a epidemia pode ter sido apenas uma precursora de um desastre global iminente, mas sua teoria é vista com descrença, com o entrevistador lembrando que apenas o nordeste dos Estados Unidos foi afetado. Enquanto isso, outra onda de suicídios é iniciada nos Jardins das Tulherias, em Paris, na França.

## Elenco
- Mark Wahlberg como Elliot Moore, professor de ciências do ensino médio;
- Zooey Deschanel como Alma Moore, esposa de Elliot;
- John Leguizamo como Julian, professor de matemática do ensino médio e melhor amigo de Elliot;
- Ashlyn Sanchez como Jess, a jovem filha de Julian;
- Betty Buckley como Sra. Jones, uma mulher que mora sozinha em uma casa isolada na zona rural da Pensilvânia;
- Frank Collison como o cuidador de plantas;
- Victoria Clark como a esposa do cuidador;
- Jeremy Strong como Cabo Auster;
- Brian O'Halloran como motorista do Jeep a qual Julian vai de carona até Princeton;
- Alan Ruck como diretor da escola onde Elliot e Julian trabalham;
- Joel de la Fuente como o corretor de imóveis sobrevivente;
- Spencer Breslin como Josh;
- Robert Bailey Jr. como Jared;
- Charlie Saxton como Dylan;

## Produção
Em janeiro de 2007, M. Night Shyamalan enviou um roteiro específico intitulado "The Green Effect" para vários estúdios, mas nenhum manifestou interesse suficiente para comprá-lo. Shyamalan coletou ideias e notas das reuniões, voltando para casa na Filadélfia para "reescrevê-la" até finalmente a 20th Century Fox aceitar o projeto. Agora intitulado The Happening, o filme foi produzido por Shyamalan e Barry Mendel e foi o primeiro projeto de Shymalan a receber a classificação "R" da MPAA. Em 15 de março de 2007, Shyamalan descreveu o filme como "um filme de paranoia inspirado no roteiro de Os Pássaros e Invasion of the Body Snatchers". Uma empresa sediada na Índia, a UTV, co-financiou 50% do orçamento do filme e o distribuiu na Índia, enquanto a Fox cuidava da distribuição em outros territórios.
No final de março, Wahlberg, com quem Shyamalan estava negociando ao mesmo tempo que seu acordo com a Fox, foi escalado para o papel principal. Shyamalan já havia escalado Donnie, irmão de Wahlberg, em O Sexto Sentido.
A produção começou em agosto de 2007 na Filadélfia, com filmagens na Walnut Street, no Rittenhouse Square Park, na Masterman High School, na South Smedley Street, e no 'G' Lodge em Phoenixville. A data de lançamento foi programada para 13 de junho de 2008, intencionalmente marcada para a sexta-Feira 13.

## Lançamento e recepção

### Desempenho comercial
Em seu dia de abertura, The Happening arrecadou US$ 13 milhões. No seu primeiro final de semana, o total bruto foi de US$ 30.517.109 em 2.986 cinemas nos Estados Unidos e no Canadá, com média de cerca de US$ 10.220 por sala ficando em terceiro lugar nas bilheterias, atrás de O Incrível Hulk e Kung Fu Panda. As bilheterias estrangeiras brutas para o fim de semana de abertura foram estimadas em US$ 32,1 milhões.

### Resposta da crítica
The Happening teve recepção geralmente desfavorável por parte da crítica especializada. Com classificação de 17%, o Rotten Tomatoes publicou um consenso: "The Happening começa com promessa, mas infelizmente, se torna um pouco incoerente e pouco convincente". No Metacritic, o filme obteve a pontuação 34/100, com base em 38 resenhas dos principais críticos, indicando "críticas geralmente desfavoráveis".
Em 8 de junho de 2008, dias antes das primeiras resenhas do filme serem publicadas, Shyamalan disse ao New York Daily News: "Estamos fazendo um excelente filme B, esse é o nosso objetivo". Alguns críticos aprovaram essa declaração; Glenn Whipp disse: "Reduzindo a auto-seriedade em favor de uma tolice horrível, The Happening de M. Night Shyamalan é um filme B genuinamente agradável para qualquer um que se disponha (ou seja capaz) de vê-lo dessa maneira".
Kirk Honeycutt, do The Hollywood Reporter, disse que o filme carece de "intrigas cinematográficas e tensão de roer unhas" e que "a ameaça central... Não se concretiza como qualquer tipo de entretenimento noturno numa sexta-feira". Mick LaSalle escreveu em seu artigo para o San Francisco Chronicle que ele considerou o filme divertido, mas não assustador; ele também comentou o roteiro de Shyamalan, opinando que "em vez de deixar sua ideia respirar, se desenvolver e ver para onde ela poderia ir, ele pulou sobre ela e a transformou prematuramente em uma história". James Berardinelli disse que o filme não tinha "um senso de atmosfera" nem "forte desenvolvimento de caráter"; ele chamou sua mensagem ambiental de "muito óbvia e estridente", deu a ele uma estrela e meia de quatro possíveis e concluiu sua resenha dizendo: "The Happening é um filme para assistir, dormir ou, principalmente, para não se preocupar com nada do que ele retrata". Richard Corliss, da revista Time, viu o filme como uma "indicação desanimadora de que o escritor e diretor M. Night Shyamalan perdeu o ritmo". Joe Morgenstern, do jornal The Wall Street Journal, disse que o filme era um "lamento desagradável de um suspense paranoico" e destacava suas "infelicidades desconcertantes, banalidades insistentes, ritmo trêmulo e ineptidão generalizada".
O crítico Roger Ebert, do Chicago Sun-Times, premiando o filme com três estrelas, achou "estranhamente emocionante". Manohla Dargis, do The New York Times, elogiou a atuação de Wahlberg, acrescentando que o filme "acaba sendo um thriller divertidamente pateta, com uma inclinação animística, momentos de suspense e tremor de suspense".
The Happening também atraiu atenção acadêmica. Joseph J. Foy, professor de política e cultura popular, descreve o filme de Shyamalan como uma expressão do "pós-ambientalismo", no qual a política paradigmática tradicional é substituída por um apelo ao mundo para "abraçar uma reavaliação revolucionária da riqueza e da prosperidade, não em termos de patrimônio líquido monetário ou bens materiais, mas em termos de bem-estar geral"; Foy elogia a narrativa altamente complexa na qual Shyamalan tece os desafios ambientais contemporâneos com ciência e teoria social duras para criar um "futuro de pesadelo que pode avançar no tipo de diálogo que pode realmente mudar a conversa cultural".
O filme foi indicado a quatro prêmios Framboesa de Ouro: pior filme, pior ator pela atuação de Mark Wahlberg (que também recebeu uma indicação dupla por sua atuação em Max Payne), pior diretor e pior roteiro. The Happening foi posteriormente listado em oitavo lugar numa pesquisa de 2010 da revista Empire que mostrava os "50 Piores Filmes de Todos os Tempos", além de alcançar o primeiro lugar em uma pesquisa de 2012 da revista SFX que indicava os "50 Piores Filmes de Ficção Científica e de Fantasia que não tinham nenhum fundamento ou lógica".

### Lançamento em mídia doméstica
Em dezembro de 2009, foram vendidas 1.094.000 unidades do DVD do filme, gerando mais de US$ 21 milhões em receita.